# Лажни Димитрије III
Лажни Димитрије III (руски: Лжедмитрий III; умро јула 1612), познат и као Псеудо-Димитрије III, био је последњи претендент на руски престо који се у периоду тзв. смутног времена, издавао за царевића Димитрија.

## Биографија
Пре него што се прогласио за царевића, Димитрије је био ђакон по имену Сидорка (Исидор). Он се изненада појавио преко реке Нарве, у ингријском граду Ивангороду. Себе је прогласио царевићем Димитријем, најмлађим сином Ивана Грозног. Трећи је претендент који се представљао за Ивановог сина, који је вероватно убијен у атентату 1591. године. Први Лажни Димитрије је као пољски претендент носио титулу руског цара од 1605. до 1606. године. Други Лажни Димитрије је био мање успешан. Козаци су 28. марта 1611. године похарали околину Москве. Они су трећег Димитрија прихватили за руског цара 2. марта 1612. године. Под претњом освете, племство Пскова "пољубило је крст" (заклело се) "Лопову из Пскова", како су трећег Лажног Димитрија називали. Димитрије је 18. маја 1612. године побегао из Пскова. Заробљен је од стране Руса и предат властима у Москви. Тамо је погубљен.